# GP Rider
GP Rider (ＧＰライダー?) è un videogioco arcade del 1990 sviluppato da Sega. Il gioco è stato convertito per Sega Master System e Game Gear.